# Capesterre-de-Marie-Galante
Capesterre-de-Marie-Galante, ofta enbart Capesterre, är en kommun i det franska utomeuropeiska departementet Guadeloupe i Västindien. Kommunen ligger i kantonen Marie-Galante som ligger i arrondissementet Pointe-à-Pitre. År 2022 hade Capesterre-de-Marie-Galante 3 150 invånare.

## Befolkningsutveckling
| Befolkningsutvecklingen i Capesterre-de-Marie-Galante 1990–2021 | Befolkningsutvecklingen i Capesterre-de-Marie-Galante 1990–2021 | Befolkningsutvecklingen i Capesterre-de-Marie-Galante 1990–2021 | Befolkningsutvecklingen i Capesterre-de-Marie-Galante 1990–2021 | Befolkningsutvecklingen i Capesterre-de-Marie-Galante 1990–2021 |
| --------------------------------------------------------------- | --------------------------------------------------------------- | --------------------------------------------------------------- | --------------------------------------------------------------- | --------------------------------------------------------------- |
|                                                                 |                                                                 |                                                                 |                                                                 |                                                                 |
| År                                                              |                                                                 |                                                                 | Folkmängd                                                       |                                                                 |
| 1990                                                            | 1990                                                            |                                                                 | 3 825                                                           |                                                                 |
| 1999                                                            | 1999                                                            |                                                                 | 3 559                                                           |                                                                 |
| 2007                                                            | 2007                                                            |                                                                 | 3 455                                                           |                                                                 |
| 2015                                                            | 2015                                                            |                                                                 | 3 310                                                           |                                                                 |
| 2021                                                            | 2021                                                            |                                                                 | 3 198                                                           |                                                                 |